# Mount Lozen
Mount Lozen är ett berg i Antarktis. Det ligger i Östantarktis. Nya Zeeland gör anspråk på området. Toppen på Mount Lozen är 2 460 meter över havet.
Terrängen runt Mount Lozen är kuperad åt nordost, men åt sydväst är den bergig. Trakten är obefolkad. Det finns inga samhällen i närheten. 